# Hipokalciemija
Hipokalciemíja pomeni znižano koncentracijo kalcija v krvni plazmi. Normalen razpon krvnih ravni kalcija je 2,1–2,6 mmol/L (8,8–10,7 mg/dl, 4,3–5,2 mEq/L), pri čemer pri vrednostih pod 2,1 mmol/l govorimo o hipokalciemiji. Blago znižane vrednosti, do katerih pride pri bolniku postopoma, običajno ne povzročajo simptomov, sicer pa lahko pride do parestezij (neprijetnega občutenja v koži), mišičnih krčev, epileptičnih napadov, zmedenosti in naposled celo do srčnega zastoja.
Med pogoste vzroke hipokalciemije spadata hipoparatiroidizem in pomanjkanje vitamina D, lahko pa jo povzročijo tudi na primer ledvična odpoved, pankreatitis, preodmerjanje z zaviralci kalcijevih kanalčkov, rabdomioliza, sindrom tumorske lize, in nekatera zdravila, denimo bisfosfonati. Za potrditev diagnoze je načeloma treba določiti vrednost korigiranega ali ioniziranega kalcija. Hipokalciemija lahko povzroči tudi spremembe v elektrokardiogramu (EKG).
Začetno zdravljenje hude oblike hipokalciemije temelji na intravenskem nadomeščanju kalcija s kalcijevim kloridom, lahko v kombinaciji z magnezijevim sulfatom. Za zdravljenje hipokalciemije lahko pride v poštev tudi peroralno nadomeščanje kalcija, magnezija ter vitamina D. Pri hipoparatiroidizmu lahko zdravljenje vključuje tudi uporabo hidroklorotiazida in vezalcev fosfata ter dieto z nižjo vsebnostjo soli. Hipokalciemija je prisotna pri okoli 18 % vseh bolnikov, zdravljenih v bolnišnicah.

## Znaki in simptomi
Živčno-mišični simptomi hipokalciemije so posledica pozitivnega batmotropnega učinka (povečane vzdražnosti) zaradi zmanjšane interakcije kalcija z natrijevimi kanalčki. Kalcij sicer blokira natrijeve kanalčke in zavira depolarizacijo živčnih in mišičnih celic, zmanjšana koncentracija kalcija pa zniža prag depolarizacije. Pojavijo se lahko na primer krči, aritmije, parestezije oziroma neprijeten občutek v koži (zlasti v predelih dlani, stopal in okoli ust). V hujših primerih lahko prode do tetanije. Posledici tetanije sta lahko Chvostekov znak (krčenje mimičnih mišic pri udarcu na obrazni živec v področju obušesne žleze slinavke) in Trousseaujev znak (krč prstov, ki ga izzove triminutno zažetje zgornjega uda s sfigmomanometrom s tlakom malo nad sistoličnim krvnim tlakom).
Lahko se pojavijo tudi hipotenzija (znižan krvni tlak), spremembe na  elektrokardiogramu (podaljšanje intervala QT, atrioventrikularni blok) ...
Blago znižane vrednosti, do katerih pride pri bolniku postopoma, običajno ne povzročajo simptomov. Pri simptomnih bolnikih lahko pride do blagih težav, lahko pa nastopijo tudi življenjsko ogrožajoče težave, ki lahko vodijo tudi v srčni zastoj.